# Parafia św. Edwarda Wyznawcy w Daisy Hill
Parafia św. Edwarda Wyznawcy w Daisy Hill – parafia rzymskokatolicka, należąca do archidiecezji Brisbane.
Przy parafii funkcjonuje katolicka szkoła podstawowa św. Edwarda Wyznawcy.